# Jimmy Frizzell
Jimmy Frizzell, diminutivo di James Letson Frizzell (Greenock, 16 febbraio 1937 – Oldham, 3 luglio 2016) è stato un allenatore di calcio e calciatore scozzese, di ruolo attaccante.

## Carriera

### Giocatore
Esordisce tra i professionisti nel 1957, all'età di 20 anni, con il Greenock Morton, club della sua città natale, militante nella prima divisione scozzese; rimane in squadra per un totale di tre stagioni, ovvero fino al 1960, nelle quali mette a segno complessivamente 4 reti in 41 partite di campionato giocate. Nell'estate del 1960 si trasferisce all'Oldham Athletic, club della quarta divisione inglese, a cui lega di fatto il resto della sua carriera, sia da giocatore (rimane infatti nel club fino al 1970, anno in cui si ritira) sia da allenatore. In particolare, nella stagione 1962-1963 conquista una promozione in terza divisione, categoria in cui poi gioca fino al termine della stagione 1968-1969 (per poi giocare nuovamente in quarta divisione l'anno seguente), per un totale di 318 presenze e 56 reti in incontri di campionato con i Latics (che sono anche le sue uniche in carriera nei campionati della Football League).

### Allenatore
Dopo una breve parentesi come vice allenatore alle dipendenze di Jack Rowley, nella stagione 1970-1971 diventa allenatore dell'Oldham, con cui alla sua prima stagione conquisa subito una promozione in terza divisione; nella stagione 1973-1974 vince poi il campionato di Third Division, restando alla guida dell'Oldham fino al termine della stagione 1981-1982, per un totale di nove stagioni consecutive in seconda divisione. All'inizio della stagione 1986-1987 diventa poi vice allenatore del Manchester City, in prima divisione; nell'ottobre del 1986, complice l'esonero di Billy McNeil, diventa poi allenatore del club, venendo però esonerato a fine campionato dopo la retrocessione in seconda divisione dei Citizens.

## Palmarès

### Giocatore

#### Competizioni regionali
- Lancashire Senior Cup: 1

Oldham Athletic: 1966-1967

### Allenatore

#### Competizioni nazionali
- Third Division: 1

Oldham Athletic: 1973-1974